# 裸頭龍鰧屬
裸頭龍鰧屬是輻鰭魚綱淵龍鰧科之下一個海魚的属，其物種皆棲息於南极洲位於南冰洋的大陆架。過往本屬只有裸頭龍鰧一個物種；後來美國弗吉尼亞海洋科學研究所（VIMS）威廉與瑪麗學院的科學家在南極洲西側半島冰冷的海域中，發現了本屬的另一全新物種「帶狀龍鰧」（Akarotaxis gouldae）。 

## 分類學
裸頭龍鰧屬的物種最早於1980年由美國魚類學家 休·汉密尔顿·德威特和法国鱼类学家让-克洛德·胡罗的研究首度描述，當時本屬只有裸頭龍鰧（Akarotaxis nudiceps）一個物種。這個物種的描述早在1916年，由英國出生的澳大利亞動物學家埃德加·拉文斯伍德·韋特描述為Bathydraco nudiceps，模式產地位於沙克尔顿冰架對出的玛丽皇后地。